# Marko Braić
Marko Braić (Pula, 1991.) hrvatski je kazališni, filmski i televizijski glumac.

## Obrazovanje
Završio je Školu primijenjenih umjetnosti u Puli. Nakon srednje škole upisao je i završio Akademiju scenskih umjetnosti u Sarajevu.

## Filmografija

### Televizijske uloge
- "Survivor 6" kao natjecatelj (2025.)
- "Hotel Portofino" kao Bruno (2023.)
- "San snova" kao Alen Stošić (2023. – 2024.)
- "Dosje Ipcress" kao Murray (2022.)
- "Dar mar" kao Zoran "Zoki" Mikulić (2020. – 2021.)
- "Firma" (2020.)
- "Tvoje lice zvuči poznato 6" kao natjecatelj (2020.)
- "Na granici" kao Luka Penava (2018. – 2019.)

### Filmske uloge
- "Mufasa: Kralj lavova" kao Mufasa (2024.)
- "Lijepa večer, lijep dan" kao Zoran (2024.)
- "Vikend u Hrvatskoj" kao Luka (2022.)
- "Egzorcizam" kao Boris (2017.)[2]
- "Cezar" (2012.)
- "Poisession" kao momak s laptopom (2012.)